# Раставецкие
Раставецкие (пол. Rastawiecki) — дворянский и баронский род.
Род Баронов Раставецких принадлежит к Польским дворянам герба Сас, в прежнем Воеводстве Белзском поселившимся.
Андрей Раставецкий, Брянский Вицес-герент Гродский, возведен в Бароны Императором Римским Королём Галиции и Лодомерии Иосифом II и пожалован грамотою 1781 года, с присоединением к родовому гербу украшений свойственных его достоинству.
Высочайше утвержденным, 5 июля 1844 года, мнением Государственного Совета Людвиг-Николай-Адам Андреевич Раставецкий, с нисходящим его потомством, подтвержден в баронском достоинстве.
Его сын, барон Эдвард Раставецкий (1804—1879) — польский коллекционер, искусствовед.

## Описание герба
В щите с баронскою короною, в голубом поле, серебряный полумесяц рогами вверх; при каждом роге по золотой звезде; над полумесяцем стрела с красным оперением, остриём вверх.
Над баронскою короною шлем дворянскою короною увенчанный, с золотыми решётками и золотою же на цепи медалью. В навершии шлема пять павлиньих перьев, подобною как в щите стрелою влево пронзённых. Намёт голубой, справа подбитый серебром, а слева золотом. Герб баронов Раставецких внесён в Часть 2 Гербовника дворянских родов Царства Польского, стр. 19.